# Satul cel mai apropiat
„Satul cel mai apropiat” (în germană Das nächste Dorf) este o povestire scurtă (de doar câteva rânduri) scrisă de Franz Kafka în perioada decembrie 1916 - februarie 1917 și inclusă în volumul Un doctor de țară (în germană Ein Landarzt: Kleine Erzählungen), publicat în decembrie 1919 de editura Kurt Wolff Verlag din München/Leipzig.
În această scurtă povestire parabolă narată la persoana I este prezentată perspectiva distorsionată a bunicului naratorului cu privire la spațiu și timp, cauzată de apropierea de capătul vieții.

## Rezumat
Naratorul îl citează pe bunicul său. Acesta din urmă afirmă că viața este uluitor de scurtă încât nu poate înțelege cum o persoană tânără poate să se decidă să plece călare în satul cel mai apropiat fără să se teamă că nu va avea timp să ajungă nici măcar până acolo.

## Scriere și publicare
Povestirea „Satul cel mai apropiat” a fost scrisă în perioada decembrie 1916 - februarie 1917 când Kafka locuia în căsuța de pe Alchimistengasse nr. 22 (actuala Zlatá ulička) din Praga, împreună cu sora lui, Ottla, și separat de părinții lui. Acea perioadă marchează o nouă fază de creativitate literară a lui Kafka în care au fost scrise, printre altele, majoritatea povestirilor incluse ulterior în volumul Ein Landarzt: Kleine Erzählungen (Kurt Wolff Verlag, München/Leipzig, 1919). Autorul lucra intens, iar perioada decembrie 1916 - aprilie 1917 poate fi considerată deosebit de productivă sub aspect literar, fiind scrise atunci multe alte povestiri.
Manuscrisul povestirii nu s-a păstrat, dar povestirea este menționată sub titlurile „Ein Reiter” (Un călăreț) și „Die kurze Zeit” (Timpul scurt) în două liste de povestiri din caietul Oktavhefte alcătuite în februarie și martie 1917. Prima menționare a titlului „Das nächste Dorf” apare într-o scrisoare a lui Kafka din 20 august 1917 către editorul Kurt Wolff, în care autorul enumeră titlurile povestirilor pe care ar vrea să le vadă publicate. Povestirea a apărut sub acest titlu în volumul Un doctor de țară, publicat în decembrie 1919.
Potrivit poetului și publicistului germano-ceh Johannes Urzidil, contemporan și prieten al autorului, Kafka ar fi fost inspirat în scrierea povestirii „Satul cel mai apropiat” de versetul LXXX din textul clasic Tao Te Ching (Dao de jing) al filosofului chinez Lao Tse. Versetul menționat conține următorul text: „Țările învecinate să se zărească unele pe celelalte din depărtări și să audă cântatul cocoșilor și lătratul câinilor; oamenii să moară la bătrânețe fără să se fi dus unii la ceilalți”.

## Analiza textului și interpretări
Naratorul la persoana I se retrage complet în această schiță, fără a analiza spusele bunicului său redate ca un discurs direct. Bunicul îi împărtășește nepotului înțelepciunea pe care a adunat-o în decursul întregii sale vieți. În amintirea acestuia, timpul se adună tot mai strâns în jurul lui, un fenomen pe care oamenii în vârstă îl percep și care sugerează, astfel, o anumită incertitudine cu privire la sfârșitul vieții. Distanța până în satul cel mai apropiat i se pare atât de mare încât crede că nici chiar o persoană tânără nu poate spera că-și va putea duce călătoria la capăt până la sfârșitul vieții.
Povestirea „Satul cel mai apropiat” evidențiază perceperea subiectiv-distorsionată a spațiului și timpului, care este specifică viselor, și poate fi citită ca o parabolă a teoriei relativității a lui Einstein, potrivit căreia categoriile spațiu și timp rămân legate de parametri externi și nu sunt dimensiuni fixe ale unui univers empiric.
Relativizarea spațiului și a timpului este caracteristică mai multor opere literare scrise de Kafka. Pot fi citate ca exemple în acest sens povestirile „Un mesaj imperial”, „În fața legii”, „O dare de seamă către o Academie”, „Kleine Fabel” sau „Eine alltägliche Verwirrung”, în care spațiul și timpul devin confuze și își pierd funcțiile de coordonate definitorii ale existenței umane. Întreaga creație a lui Kafka este marcată de sentimentul spațialității și temporalității înșelătoare: satul cel mai apropiat devine inaccesibil, nefiind suficientă o viață de om pentru a-i fi văzută prima casă. Timpul personajelor se condensează, se strânge în jurul ei, în timp ce spațiul se dilată spre nesfârșit. Astfel, micșorarea duratei este direct proporțională cu creșterea spațiului. Cercetătoarea dr. Els Andringa de la Universitatea din Utrecht a afirmat că în povestirea „Satul cel mai apropiat” a lui Kafka „timpul măsurabil se anulează, miile de ani sau o viață întreagă sau niciodată devin totuna și chiar și timpul infinit se dizolvă instantaneu în nimic. Eternitatea și momentul se ating reciproc în suspensie.”
Spre deosebire de povestirile citate anterior, distorsiunea spațiului și timpului este cauzată aici de percepția subiectivă a bunicului naratorului. Astfel, din perspectiva unei persoane în vârstă aflate de sfârșitul vieții, chiar și o distanță scurtă precum cea dintre două sate învecinate devine neînchipuit de lungă. Povestirea sugerează eșecul inevitabil și dezamăgirea întâmpinate de oameni pe drumul către atingerea obiectivelor, transmițând senzații de teamă copleșitoare și de inaccesibilitate a scopurilor.

## Aprecieri critice
Poetul Ion Hadârcă considera această povestire ca fiind „laconică și bizară, precum însăși Viața ne este, [în care] Franz Kafka a surprins cu exactitate măsura acestei treceri fugare”.

## Traduceri
Povestirea „Satul cel mai apropiat” a fost tradusă în mai multe limbi străine: cehă („Nejbližší vesnice”, în Eva, Olomouc/Olmütz, nr. 8-9, 1924, pp. 237-238; traducere de Otto F. Babler; ulterior au mai apărut alte două traduceri sub titlul „Nejbližší ves”: o traducere a lui Ludvík Vrána a fost publicată în 1929 în vol. Archy, Stará Říše, nr. 13, și o altă traducere efectuată de Jan Marek a fost publicată în 1937 în revista Akord, nr. 2, p. 41), franceză („Le plus proche village”, în La Nouvelle Revue Française, nr. 191, august 1929; traducere de Félix Bertaux, K. W. Körner și Jules Supervielle; ulterior au mai apărut alte trei traduceri: o traducere a lui Alexandre Vialatte a fost publicată în 1938 în vol. La Métamorphose, tipărit de editura Gallimard din Paris, o traducere a lui Marcel Lecomte a fost publicată în numărul din martie-aprilie 1945 al revistei Les Cahiers du Sud și o altă traducere efectuată de Jean Carrive a fost publicată în 1945 sub titlul „Le village voisin” în revista L'Arbalète), engleză („The Next Village”, în vol. The Penal Colony: Stories and Short Pieces, Schocken Books, New York, 1948; traducere de Edwin și Willa Muir), suedeză („Tre prosadikter”, în ziarul Göteborgs Handels- och Sjöfartstidning, Göteborg, 5 ianuarie 1965; traducere de R. Ekner), coreeană („Yup-ma-ul”, în vol. Chiburo Kanun Kil, Minumsa, Seul, 1984, p. 16; traducere de Yong-Ae Chun), portugheză („A aldeia mais próxima”, în revista Perspectivas, Lisabona, 1984, nr. 2, p. 205; traducere de Vitória Nereide), rusă („Sosedniaia derevnia”, în vol. Rasskazî, Severo-Zapad, Sankt Petersburg, 1993; traducere de Revekka Galperina; alte traduceri au fost publicate de Gherbert Notkin în vol. Malaia proza. Drama (Amfora, Sankt Petersburg, 2001), de Iuri Arhipov în vol. Labirint (Azbuka, Sankt Peterburg-Moscova, 2011) și de Nina Samoilova în vol. Tri vozrasta Franța Kafki (Letnii sad, Moscova, 2014)) etc.
Prima traducere în limba română a povestirii a fost realizată de Sașa Pană și publicată în 1964 în revista Secolul 20 din București (anul IV (1964), nr. 5, p. 105). În anii următori au mai apărut alte două traduceri: o traducere efectuată de Iulia Soare a fost publicată în 1968 în antologia Amurgul imperiului. Proza austriacă modernă. Vol. I (p. 420), tipărită de Editura pentru Literatură din București, și o altă traducere efectuată de Mircea Ivănescu a fost publicată în anul 1996 în volumul Opere complete 1. Proză scurtă, tipărit de Editura Univers din București.